# 第90回天皇杯全日本サッカー選手権大会
第90回天皇杯全日本サッカー選手権大会（だい90かい てんのうはいぜんにほんサッカーせんしゅけんたいかい）は、2010年9月3日から2011年1月1日に開催された天皇杯全日本サッカー選手権大会である。
鹿島アントラーズが3年ぶり4度目の優勝を果たした。

## 概要
前回大会同様、Jリーグ加盟チーム・JFL上位チーム・大学代表のシードチーム（大学シードを除き2回戦から登場）と47都道府県代表（1回戦から登場）を合わせた88チームにより天皇杯を争う。試合方式、優勝チームへの特典も前回と同様。
試合日程や会場の配分に前回と多少異なる点があり（後述）、特に大きく変更されたスケジュールの配分の結果、1回戦を戦ったチームは中1日でシードチームと2回戦を戦うことになり、中3日で試合となった2010Jリーグヤマザキナビスコカップ準々決勝に出場した8チームと比較しても明らかにコンディション面で不利を被ることになり、2回戦でJFL以下の下位リーグ所属のチームがJリーグ所属チームに勝利した、いわゆる“ジャイアントキリング”はわずか2試合にとどまっている。
2回戦から準々決勝までの日程に比較的余裕があったこともあってか、ベスト8に残ったのはJ2のアビスパ福岡を除けば全てJ1勢であった（ベスト8にJ2以下のチームが1チームしか残らなかったのは第86回大会以来4年ぶり）。

## スケジュール
基本的に前年までのものを踏襲しているが、2010 FIFAワールドカップで中断期間のあったリーグ戦との試合日程調整の結果、1回戦と2回戦を中1日で行う一方、2回戦から準々決勝まではそれぞれ1ヶ月近く間隔が空くという多少いびつな日程となっている。このこともあり、1回戦と2回戦は極力近接した会場（組み合わせによっては同一会場）で行われることとなっており、2回戦はシードチームのホームスタジアム（またはその近く）で開催されることから、例年以上に試合会場がJリーグのホームタウンとその周辺に偏る結果となっている。また、4回戦は全試合が平日のナイトマッチとなり、試合会場は3回戦終了後に発表され、必要に応じてホームとアウェイのチームを入れ替える措置が採られた。
試合会場については後述の試合結果を参照のこと。（ ）の日付は予備日（欄外「注」参照）。
| 1回戦    | 9月3日                  | 都道府県代表チーム、大学シードチームの出場 |
| 2回戦    | 9月5日                  | J1/J2チーム、JFLシードチームの出場         |
| 3回戦    | 10月9日、11日、（13日） |                                            |
| 4回戦    | 11月17日                |                                            |
| 準々決勝 | 12月25日                |                                            |
| 準決勝   | 12月29日                |                                            |
| 決勝     | 2011年1月1日            |                                            |

## 出場チーム
Jリーグ加盟クラブが1チーム増加したことから、シード枠の配分が一部変更になっている。
以下の「出場回数」についてはJFAの公式記録に基づくが、基本的には「前身となるチーム（クラブ化前の実業団チーム、など）からの通算回数」としている。ただし、一部に例外もある。

### J1リーグ
2010年のJ1リーグ参加の全18チーム。
| チーム             | 出場回数       |
| ------------------ | -------------- |
| ベガルタ仙台       | 16年連続17回目 |
| モンテディオ山形   | 15年連続19回目 |
| 鹿島アントラーズ   | 19年連続27回目 |
| 浦和レッズ         | 45年連続46回目 |
| 大宮アルディージャ | 15年連続16回目 |
| FC東京             | 17年連続17回目 |
| 川崎フロンターレ   | 16年連続27回目 |
| 横浜F・マリノス    | 32年連続33回目 |
| 湘南ベルマーレ     | 39年連続39回目 |

| チーム             | 出場回数       |
| ------------------ | -------------- |
| アルビレックス新潟 | 15年連続19回目 |
| 清水エスパルス     | 19年連続19回目 |
| ジュビロ磐田       | 31年連続34回目 |
| 名古屋グランパス   | 20年連続34回目 |
| 京都サンガF.C.     | 17年連続28回目 |
| ガンバ大阪         | 30年連続30回目 |
| セレッソ大阪       | 17年連続42回目 |
| ヴィッセル神戸     | 20年連続24回目 |
| サンフレッチェ広島 | 39年連続59回目 |

### J2リーグ
2010年のJ2リーグ参加の全19チーム（前回大会から1チーム増）。
| チーム                 | 出場回数       |
| ---------------------- | -------------- |
| コンサドーレ札幌       | 29年連続30回目 |
| 水戸ホーリーホック     | 15年連続15回目 |
| 栃木SC                 | 13年連続13回目 |
| ザスパ草津             | 8年連続8回目   |
| ジェフユナイテッド千葉 | 24年連続46回目 |
| 柏レイソル             | 16年連続43回目 |
| 東京ヴェルディ         | 35年連続36回目 |
| 横浜FC                 | 12年連続12回目 |
| ヴァンフォーレ甲府     | 15年連続19回目 |
| カターレ富山           | 3年連続3回目   |

| チーム             | 出場回数       |
| ------------------ | -------------- |
| FC岐阜             | 5年連続5回目   |
| ファジアーノ岡山   | 3年連続3回目   |
| 徳島ヴォルティス   | 20年連続22回目 |
| 愛媛FC             | 12年連続12回目 |
| ギラヴァンツ北九州 | 3年連続3回目   |
| アビスパ福岡       | 17年連続19回目 |
| サガン鳥栖         | 17年連続19回目 |
| ロアッソ熊本       | 11年連続11回目 |
| 大分トリニータ     | 15年連続15回目 |

### JFL
第12回日本フットボールリーグの前期17節終了時点の上位3チーム（前回大会から1チーム減）。
| チーム          | 出場回数       |
| --------------- | -------------- |
| ガイナーレ鳥取  | 11年連続13回目 |
| SAGAWA SHIGA FC | 4年連続4回目   |
| FC町田ゼルビア  | 初出場         |

### 大学
第34回総理大臣杯全日本大学サッカートーナメント優勝校。
| チーム   | 出場回数      |
| -------- | ------------- |
| 駒澤大学 | 6年ぶり12回目 |

### 都道府県代表
| 都道府県 | チーム                | 出場回数       |
| -------- | --------------------- | -------------- |
| 北海道   | 札幌大学              | 5年ぶり21回目  |
| 青森県   | ヴァンラーレ八戸      | 初出場         |
| 岩手県   | グルージャ盛岡        | 3年連続4回目   |
| 宮城県   | ソニー仙台FC          | 5年連続13回目  |
| 秋田県   | ブラウブリッツ秋田    | 9年連続17回目  |
| 山形県   | 山形大学              | 2年ぶり4回目   |
| 福島県   | 福島ユナイテッドFC    | 3年連続3回目   |
| 茨城県   | 流通経済大学          | 5年連続7回目   |
| 栃木県   | 栃木ウーヴァFC        | 2年ぶり3回目   |
| 群馬県   | アルテ高崎            | 3年連続9回目   |
| 埼玉県   | 東京国際大学          | 初出場         |
| 千葉県   | 順天堂大学            | 2年連続14回目  |
| 東京都   | 東京ヴェルディユース  | 初出場         |
| 神奈川県 | Y.S.C.C.              | 2年ぶり3回目   |
| 山梨県   | 玉穂FC                | 2年ぶり2回目   |
| 長野県   | 松本山雅FC            | 3年連続5回目   |
| 新潟県   | JAPANサッカーカレッジ | 2年連続10回目  |
| 富山県   | 富山新庄クラブ        | 初出場         |
| 石川県   | ツエーゲン金沢        | 4年連続7回目   |
| 福井県   | サウルコス福井        | 3年連続3回目   |
| 静岡県   | Honda FC              | 16年連続35回目 |
| 愛知県   | 中京大学              | 6年ぶり4回目   |
| 三重県   | 四日市大学            | 2年ぶり4回目   |
| 岐阜県   | FC岐阜SECOND          | 3年連続3回目   |

| 都道府県 | チーム                     | 出場回数      |
| -------- | -------------------------- | ------------- |
| 滋賀県   | MIOびわこ草津              | 3年ぶり2回目  |
| 京都府   | 佐川印刷SC                 | 4年連続7回目  |
| 大阪府   | 大阪体育大学               | 2年ぶり13回目 |
| 兵庫県   | 関西学院大学               | 2年連続20回目 |
| 奈良県   | 奈良クラブ                 | 2年連続2回目  |
| 和歌山県 | アルテリーヴォ和歌山       | 2年連続2回目  |
| 鳥取県   | 米子北高校                 | 初出場        |
| 島根県   | デッツォーラ島根           | 2年ぶり6回目  |
| 岡山県   | 環太平洋大学               | 初出場        |
| 広島県   | 佐川急便中国SC             | 5年ぶり2回目  |
| 山口県   | レノファ山口FC             | 2年連続9回目  |
| 香川県   | カマタマーレ讃岐           | 6年連続12回目 |
| 徳島県   | 徳島ヴォルティス・セカンド | 5年連続5回目  |
| 愛媛県   | 愛媛FCしまなみ             | 2年連続2回目  |
| 高知県   | 高知大学                   | 8年連続15回目 |
| 福岡県   | 福岡教育大学               | 3年ぶり4回目  |
| 佐賀県   | 佐賀大学                   | 3年ぶり4回目  |
| 長崎県   | V・ファーレン長崎          | 2年連続4回目  |
| 熊本県   | 熊本学園大学付属高校       | 初出場        |
| 大分県   | HOYO Atletico ELAN         | 初出場        |
| 宮崎県   | ホンダロック               | 4年連続9回目  |
| 鹿児島県 | 鹿屋体育大学               | 2年連続9回目  |
| 沖縄県   | FC琉球                     | 4年ぶり4回目  |

出場回数に関する備考
1. ↑  ちなみに2回戦で下位リーグチームが勝利した2試合はいずれも本拠地をほぼ同じにするダービーマッチであり、加えて東京ヴェルディ (J2) に勝利したFC町田ゼルビア (JFL) はJFL上位によるシード（すなわち両チームとも2回戦が初戦）、ソニー仙台 (JFL) に敗れたベガルタ仙台 (J1) はナイトマッチ後の中3日に加えてヤマハスタジアム（静岡県磐田市）から仙台への長距離移動が加わった（ソニー仙台は中1日とはいえデイマッチ後にJヴィレッジ（福島県広野町）からの近距離移動のみ）という、上位クラブにアドバンテージが少ないという事情もあった。
2. ↑  Jリーグの全日程終了から準々決勝まで3週間公式戦がなく、一方で準々決勝から決勝まで1週間で消化する過密日程に、同年J1を制した名古屋グランパス監督のドラガン・ストイコビッチは「これではモチベーションの維持が難しい」と述べている。
3. ↑  2010Jリーグヤマザキナビスコカップ準決勝に出場するJ1チームの試合が対象
4. ↑  合併前の（日産自動車サッカー部→）横浜マリノスからの通算回数であり、吸収合併した横浜フリューゲルスの出場回数（13回）を含まない。
5. ↑  前身の北陸電力/アローズ北陸 (10回出場)およびYKK APサッカー部 (11回出場)の出場回数は含まない。
6. ↑  前身の三菱化成黒崎サッカー部の出場回数（4回）を含まない。
7. ↑  鳥栖フューチャーズの出場回数（5回）を含む（なお、鳥栖と鳥栖Fには組織としての連続性はない。当該項参照）。
8. ↑  NTT熊本およびアルエット熊本の出場回数（5回）を含む（なお、ロアッソ熊本（および旧チーム名のロッソ熊本）とNTT熊本およびアルエット熊本には組織としての連続性はない。当該項参照）。
9. ↑  佐川急便東京SC（4回出場）と佐川急便大阪SC（1回出場）の出場回数は含めない。

## 試合スケジュール

### 1回戦
| 2010年9月3日 #1 | 流通経済大学 | 0 - 1    | アルテ高崎    | 笠松陸上競技場 |
|                 |              | 公式記録 | 小柴翔太 90分 |                |

| 2010年9月3日 #2 | 福島ユナイテッドFC            | 2 - 3 (延長) | ソニー仙台FC                            | Jヴィレッジ |
|                 | - 清水純 21分 - 村瀬和隆 45分 | 公式記録     | - 大久保剛志 70分, 81分 - 大瀧義史 96分 |             |

| 2010年9月3日 #3 | サウルコス福井 | 0 - 2    | 富山新庄クラブ                  | テクノポート福井スタジアム |
|                 |                | 公式記録 | - 金丸浩之 70分 - 景山健司 87分 |                            |

| 2010年9月3日 #4 | ツエーゲン金沢                              | 3 - 0    | JAPANサッカーカレッジ | 石川県西部緑地公園陸上競技場 |
|                 | - 諸江健太 67分 - 古部健太 87分 - 林慧 87分 | 公式記録 |                       |                              |

| 2010年9月3日 #5 | 四日市大学      | 1 - 5    | 中京大学                                                              | 三重県営鈴鹿スポーツガーデンサッカー・ラグビー場 |
|                 | - 鈴木翔悟 55分 | 公式記録 | - 加藤駿一 17分 - 吉田匡孝 35分 - 藤牧祥吾 60分, 90+1分 - 星野悟 74分 |                                                  |

| 2010年9月3日 #6 | 札幌大学                        | 2 - 3    | グルージャ盛岡                      | 札幌厚別公園競技場 |
|                 | - 金田拓也 42分 - 90+2分 (o.g.) | 公式記録 | - 金子恵 30分 - 中田洋介 77分, 90分 |                    |

| 2010年9月3日 #7 | 佐川急便中国SC                    | 2 - 3    | デッツォーラ島根                              | 福山市竹ヶ端運動公園陸上競技場 |
|                 | - 佐伯周次郎 34分 - 上田純治 72分 | 公式記録 | - 清水俊典 20分 - 庄司孝 22分 - 田栗史康 62分 |                                |

| 2010年9月3日 #8                                      | カマタマーレ讃岐 | 1 - 1 (延長) (5 – 4 PK戦)                            | 高知大学        | 熊谷スポーツ文化公園陸上競技場 |
|                                                      | - 大西孝治 60分  | 公式記録                                             | - 福本圭 90+1分 |                                |
|                                                      | PK戦             |                                                      |                 |                                |
| - 神崎亮佑 - 下松裕 - 大西孝治 - 中島健太 - 脇坂仁智 |                  | - 實藤友紀 - 酒井貴政 - 山部晃 - 赤木俊秀 - 西山巧真 |                 |                                |

| 2010年9月3日 #9 | HOYO Atletico ELAN | 1 - 2    | ホンダロック                      | 大分スポーツ公園だいぎんサッカー・ラグビー場 |
|                 | - 長谷川豊喜 6分   | 公式記録 | - 前田悠佑 76分 - 熊元敬典 90+3分 |                                              |

| 2010年9月3日 #10 | 東京ヴェルディユース | 0 - 1    | 駒澤大学        | 国立西が丘サッカー場 |
|                  |                      | 公式記録 | - 大塚涼太 77分 |                      |

| 2010年9月3日 #11 | 佐川印刷SC                                     | 3 - 1    | 奈良クラブ        | 西京極陸上競技場 |
|                  | - 足立高俊 4分 - 中筋誠 21分 - 濱屋祐輝 90+3分 | 公式記録 | - 檜山勇人 90+4分 |                  |

| 2010年9月3日 #12 | FC琉球                                          | 3 - 1    | 徳島ヴォルティス・セカンド | 習志野市秋津公園サッカー場 |
|                  | - 田中康平 12分 - 松田英樹 53分 - 伊藤竜司 66分 | 公式記録 | - 高田大樹 73分            |                            |

| 2010年9月3日 #13 | Y.S.C.C. | 0 - 3    | 鹿屋体育大学                                    | 平塚競技場 |
|                  |          | 公式記録 | - 代田敦資 27分 - 桃井宏和 60分 - 大山直哉 87分 |            |

| 2010年9月3日 #14 | 山形大学      | 1 - 6    | ブラウブリッツ秋田                                                              | NDソフトスタジアム山形 |
|                  | - 佐藤承 38分 | 公式記録 | - 横山聡 1分, 62分 - 深澤裕輝 5分 - 佐藤和旗 22分 - 富樫豪 43分 - 前山恭平 75分 |                        |

| 2010年9月3日 #15 | レノファ山口FC               | 2 - 0    | 米子北高校 | 平塚競技場 |
|                  | - 中川心平 8分 - 柏原渉 61分 | 公式記録 |            |            |

| 2010年9月3日 #16 | Honda FC                                                                                    | 7 - 2    | FC岐阜SECOND          | 草薙陸上競技場 |
|                  | - 伊賀貴一 12分, 64分 - 鈴木弘大 14分 - 糸数昌太 24分 - 中村祐哉 63分 - 新田純也 77分, 86分 | 公式記録 | - 松江克樹 31分, 53分 |                |

| 2010年9月3日 #17 | V・ファーレン長崎                                       | 4 - 0    | 環太平洋大学 | 笠松陸上競技場 |
|                  | - 伝庄優 49分 - 佐藤由紀彦 62分, 82分 - 阿部博一 90+3分 | 公式記録 |              |                |

| 2010年9月3日 #18                                                                                                | 佐賀大学                      | 2 - 2 (延長) (6 – 7 PK戦)                                                                                   | 熊本学園大学付属高校            | 佐賀県総合運動場陸上競技場 |
| | - 小坪巧 16分 - 串間亮太 86分 | 公式記録 | - 上田太一 57分 - 溝口祐真 66分 |                            |
| | PK戦                          | |                                 |                            |
| - 黒木晃平 - 山中雅行 - 井上博喜 - 中内田浩介 - 小宮山哲 - 丸野健太 - 有村太一 - 山本貴大 - 串間亮太 - 松山周平 |                               | - 坂本敬 - 上田太一 - 西脇晶哉 - 橋本隆治 - 溝口祐真 - 仲道康平 - 坂梨友洋 - 松本大輝 - 村上勇人 - 中島寿成 |                                 |                            |

| 2010年9月3日 #19 | 大阪体育大学                                                                            | 8 - 3    | アルテリーヴォ和歌山                            | キンチョウスタジアム |
|                  | - 川西翔太 30分, 38分, 46分, 61分 - 相川茂樹 43分 - 山本大稀 63分 - 村田和哉 70分, 73分 | 公式記録 | - 田崎拓真 11分 - 芝崎純平 83分 - 松下侑司 87分 |                      |

| 2010年9月3日 #20 | 関西学院大学  | 1 - 4    | MIOびわこ草津                                                   | 加古川運動公園陸上競技場 |
|                  | - 村井匠 73分 | 公式記録 | - 坂井優介 11分 - 尾上勇也 52分 - 木下真吾 59分 - 中濵雅之 90分 |                          |

| 2010年9月3日 #21 | 順天堂大学                                                           | 5 - 4 (延長) | ヴァンラーレ八戸                                       | 習志野市秋津公園サッカー場 |
|                  | - 岡本達也 11分 - 左山駿介 31分 - 天野純 34分, 84分 - 市原秀篤 114分 | 公式記録     | - 三田和典 9分 - 高山雄大 57分 - 新井山祥智 67分, 69分 |                            |

| 2010年9月3日 #22 | 東京国際大学                          | 3 - 1    | 栃木ウーヴァFC | 熊谷陸上競技場 |
|                  | - 岩井雄大 14分, 47分 - 田代雅人 77分 | 公式記録 | - 若林学 55分  |                |

| 2010年9月3日 #23                          | 福岡教育大学                       | 2 - 2 (延長) (3 – 5 PK戦)                      | 愛媛FCしまなみ          | 草薙陸上競技場 |
|                                           | - 屋宮大地 61分 - 西岡大輝 105+1分 | 公式記録                                       | - 小笠原宏樹 64分, 95分 |                |
|                                           | PK戦                               |                                                |                         |                |
| - 西岡大輝 - 惣島基 - 中原秀人 - 小川聖太 |                                    | - 金賢 - 北森陽介 - 谷東磨 - 木村惇 - 稲田圭哉 |                         |                |

| 2010年9月3日 #24 | 松本山雅FC                                                                                  | 7 - 1    | 玉穂FC          | 長野県松本平広域公園総合球技場 |
|                  | - 小林陽介 38分, 78分 - 木島徹也 40分 - 佐藤由将 43分, 54分 - 今井昌太 55分 - 木村勝太 77分 | 公式記録 | - 中村剣人 89分 |                                |

### 2回戦
| 2010年9月5日 #25 | 鹿島アントラーズ                                                                     | 6 - 0    | アルテ高崎 | カシマサッカースタジアム |
|                  | - 大迫勇也 7分 - 遠藤康 18分 - 佐々木竜太 37分, 60分 - 本山雅志 45分 - 中田浩二 53分 | 公式記録 |            |                          |

| 2010年9月5日 #26 | ロアッソ熊本          | 2 - 1    | 愛媛FC          | 熊本県民総合運動公園陸上競技場 |
|                  | - 松橋章太 23分, 30分 | 公式記録 | - 杉浦恭平 71分 |                                |

| 2010年9月5日 #27 | ベガルタ仙台 | 0 - 1 (延長) | ソニー仙台FC     | ユアテックスタジアム仙台 |
|                  |              | 公式記録     | - 桐田英樹 106分 |                          |

| 2010年9月5日 #28 | セレッソ大阪                                                                                    | 6 - 0    | 富山新庄クラブ | キンチョウスタジアム |
|                  | - 高橋大輔 18分 - 丸橋祐介 39分 - 永井龍 41分, 83分 - アドリアーノ 45+2分, 59分 - 播戸竜二 71分 | 公式記録 |                |                      |

| 2010年9月5日 #29 | アルビレックス新潟                                    | 3 - 0    | ツエーゲン金沢 | 東北電力ビッグスワンスタジアム |
|                  | - マルシオ・リシャルデス 53分, 90+2分 - 鈴木大輔 86分 | 公式記録 |                |                                |

| 2010年9月5日 #30 | 東京ヴェルディ | 0 - 1    | FC町田ゼルビア | 国立西が丘サッカー場 |
|                  |                | 公式記録 | 山腰泰博 72分  |                      |

| 2010年9月5日 #31 | 名古屋グランパス                                      | 3 - 0    | 中京大学 | 三重県営鈴鹿スポーツガーデンサッカー・ラグビー場 |
|                  | - ブルザノビッチ 22分 - マギヌン 25分 - 玉田圭司 40分 | 公式記録 |          |                                                  |

| 2010年9月5日 #32 | コンサドーレ札幌                                    | 4 - 1    | グルージャ盛岡 | 札幌厚別公園競技場 |
|                  | - 岡本賢明 20分, 45分 - 砂川誠 55分 - 近藤祐介 79分 | 公式記録 | - 市村瞬 90分  |                    |

| 2010年9月5日 #33 | サンフレッチェ広島                                                | 4 - 0    | デッツォーラ島根 | 福山市竹ヶ端運動公園陸上競技場 |
|                  | - 森脇良太 41分 - 横竹翔 45+1分 - 桒田慎一朗 53分 - ミキッチ 56分 | 公式記録 |                  |                                |

| 2010年9月5日 #34 | ファジアーノ岡山            | 2 - 3    | アビスパ福岡                                    | kankoスタジアム |
|                  | - 李東明 25分 - 田所諒 33分 | 公式記録 | - 岡本英也 58分 - 城後寿 64分 - 中町公祐 90+2分 |                 |

| 2010年9月5日 #35 | 大宮アルディージャ                                  | 4 - 1    | カマタマーレ讃岐 | NACK5スタジアム大宮 |
|                  | - 李天秀 13分, 39分 - 金澤慎 26分 - ラファエル 84分 | 公式記録 | - 岡本秀雄 87分  |                     |

| 2010年9月5日 #36 | 大分トリニータ                                | 3 - 2    | ホンダロック                     | 大分市営陸上競技場 |
|                  | - 東慶悟 11分 - 井上裕大 33分 - 河原和寿 34分 | 公式記録 | - 諏訪園良平 4分 - 前田悠佑 22分 |                    |

| 2010年9月5日 #37 | ザスパ草津       | 1 - 3    | ギラヴァンツ北九州                                   | 群馬県立敷島公園サッカー・ラグビー場 |
|                  | - アレックス 7分 | 公式記録 | - ウェリントン 4分 - 45+1分 (o.g.) - 小森田友明 76分 |                                      |

| 2010年9月5日 #38 | FC東京                          | 2 - 0    | 駒澤大学 | 味の素スタジアム |
|                  | - 松下年宏 58分 - 平山相太 73分 | 公式記録 |          |                  |

| 2010年9月5日 #39 | 京都サンガF.C.                                    | 3 - 2 (延長) | 佐川印刷SC                     | 西京極陸上競技場 |
|                  | - 水本裕貴 31分 - ディエゴ 102分 - 角田誠 105+1分 | 公式記録     | - 塩沢勝吾 9分 - 葛島崇繕 92分 |                  |

| 2010年9月5日 #40 | ジェフユナイテッド市原・千葉        | 3 - 0    | FC琉球 | フクダ電子アリーナ |
|                  | - ネット 45分, 89分 - 倉田秋 90+3分 | 公式記録 |        |                    |

| 2010年9月5日 #41 | 川崎フロンターレ                                   | 4 - 0    | 鹿屋体育大学 | 等々力陸上競技場 |
|                  | - 小林悠 9分, 61分 - 木村祐志 19分 - 横山知伸 77分 | 公式記録 |              |                  |

| 2010年9月5日 #42 | カターレ富山    | 1 - 2    | 横浜FC                       | 富山県総合運動公園陸上競技場 |
|                  | - 平野甲斐 88分 | 公式記録 | - カイオ 7分 - 難波宏明 38分 |                              |

| 2010年9月5日 #43 | モンテディオ山形                              | 3 - 0    | ブラウブリッツ秋田 | NDソフトスタジアム山形 |
|                  | - 増田誓志 32分 - 太田徹郎 68分 - 89分 (o.g.) | 公式記録 |                    |                        |

| 2010年9月5日 #44 | 湘南ベルマーレ                                                  | 4 - 0    | レノファ山口FC | 平塚競技場 |
|                  | - 坂本紘司 48分 - 阿部吉朗 76分 - 島村毅 83分 - 三平和司 90+3分 | 公式記録 |                |            |

| 2010年9月5日 #45 | 清水エスパルス                | 2 - 0    | Honda FC | アウトソーシングスタジアム |
|                  | - 原一樹 74分 - 長沢駿 90+2分 | 公式記録 |          |                            |

| 2010年9月5日 #46 | 水戸ホーリーホック                                                | 4 - 2    | SAGAWA SHIGA FC              | 笠松陸上競技場 |
|                  | - 大和田真史 65分 - 島田祐輝 80分 - 片山真人 83分 - 保崎淳 90+1分 | 公式記録 | - 御給匠 1分 - 岡村政幸 56分 |                |

| 2010年9月5日 #47 | 横浜F・マリノス                       | 3 - 1    | V・ファーレン長崎 | ニッパツ三ツ沢球技場 |
|                  | - 山瀬功治 55分, 62分 - 小野裕二 75分 | 公式記録 | - 神崎大輔 22分   |                      |

| 2010年9月5日 #48 | サガン鳥栖 | 10 - 0   | 熊本学園大学付属高校 | ベストアメニティスタジアム |
|                  | - 池田圭 16分, 45分 - 衛藤裕 26分 - 藤田直之 28分 - 萬代宏樹 33分 - 山瀬幸宏 66分, 89分 - 豊田陽平 67分, 75分, 90+2分 | 公式記録 |                      |                            |

| 2010年9月5日 #49 | ガンバ大阪                                                                              | 6 - 2    | 大阪体育大学                | 万博記念競技場 |
|                  | - 佐々木勇人 30分 - 平井将生 46分 - チョ・ジェジン 53分, 55分 - ドド 79分 - 下平匠 81分 | 公式記録 | - 脇睦 86分 - 川西翔太 89分 |                |

| 2010年9月5日 #50 | FC岐阜                            | 2 - 3    | 栃木SC                                             | 長良川球技メドウ |
|                  | - 西川優大 45+1分 - 吉本一謙 65分 | 公式記録 | - 水沼宏太 3分 - 崔根植 35分 - リカルド・ロボ 38分 |                  |

| 2010年9月5日 #51 | ヴィッセル神戸                  | 2 - 0    | MIOびわこ草津 | ホームズスタジアム神戸 |
|                  | - 吉田孝行 63分 - 茂木弘人 70分 | 公式記録 |               |                        |

| 2010年9月5日 #52 | 柏レイソル                                                                                        | 6 - 0    | 順天堂大学 | 日立柏サッカー場 |
|                  | - 近藤直也 25分 - 工藤壮人 28分 - レアンドロ・ドミンゲス 34分, 51分 - 林陵平 39分 - 田中順也 90分 | 公式記録 |            |                  |

| 2010年9月5日 #53 | 浦和レッズ                                                                                                 | 7 - 0    | 東京国際大学 | さいたま市駒場スタジアム |
|                  | - エジミウソン 5分 - ポンテ 30分, 45+1分 - エスクデロ・セルヒオ 39分 - 原口元気 48分, 88分 - 高崎寛之 72分 | 公式記録 |              |                          |

| 2010年9月5日 #54 | 徳島ヴォルティス                | 2 - 1    | ガイナーレ鳥取 | ポカリスエットスタジアム |
|                  | - 津田知宏 15分 - 佐藤晃大 54分 | 公式記録 | - 美尾敦 48分  |                          |

| 2010年9月5日 #55 | ジュビロ磐田                  | 2 - 1    | 愛媛FCしまなみ    | ヤマハスタジアム |
|                  | - 菅沼実 77分 - 荒田智之 79分 | 公式記録 | - 小笠原宏樹 81分 |                  |

| 2010年9月5日 #56 | ヴァンフォーレ甲府 | 1 - 0    | 松本山雅FC | 小瀬スポーツ公園陸上競技場 |
|                  | - 小池悠貴 47分    | 公式記録 |            |                            |

### 3回戦
| 2010年10月9日 #57 | 鹿島アントラーズ                        | 2 - 1    | ロアッソ熊本    | カシマサッカースタジアム |
|                   | - マルキーニョス 14分 - 岩政大樹 45+2分 | 公式記録 | - 福王忠世 26分 |                          |

| 2010年10月9日 #58 | ソニー仙台FC      | 1 - 3    | セレッソ大阪                            | ユアテックスタジアム仙台 |
|                   | - 大久保剛志 31分 | 公式記録 | - 乾貴士 29分 - アドリアーノ 40分, 67分 |                          |

| 2010年10月9日 #59 | アルビレックス新潟        | 2 - 1    | FC町田ゼルビア  | 東北電力ビッグスワンスタジアム |
|                   | - 田中亜土夢 24分, 45+2分 | 公式記録 | - 太田康介 49分 |                                |

| 2010年10月9日 #60 | 名古屋グランパス              | 2 - 1    | コンサドーレ札幌 | 瑞穂競技場 |
|                   | - 中村直志 61分 - 花井聖 88分 | 公式記録 | - 高木純平 51分  |            |

| 2010年10月13日 #61                                                          | サンフレッチェ広島                 | 2 - 2 (延長) (5 – 6 PK戦)                                       | アビスパ福岡                   | コカ・コーラウエスト広島スタジアム |
|                                                                             | - 髙萩洋次郎 89分 - 槙野智章 116分 | 公式記録                                                        | - 田中佑昌 49分 - 高橋泰 107分 |                                    |
|                                                                             | PK戦                               |                                                                 |                                |                                    |
| - 青山敏弘 - ミキッチ - 山岸智 - イリアン・ストヤノフ - 槙野智章 - 森脇良太 |                                    | - 高橋泰 - 中町公祐 - 大久保哲哉 - 阿部嵩 - 中島崇典 - 末吉隼也 |                                |                                    |

| 2010年10月11日 #62 | 大宮アルディージャ                  | 3 - 0    | 大分トリニータ | 熊谷スポーツ文化公園陸上競技場 |
|                    | - ラファエル 25分, 84分 - 李浩 29分 | 公式記録 |                |                                |

| 2010年10月11日 #63 | ギラヴァンツ北九州 | 0 - 2    | FC東京                          | 正田醤油スタジアム群馬 |
|                    |                    | 公式記録 | - 石川直宏 28分 - 平山相太 88分 |                        |

| 2010年10月9日 #64 | 京都サンガF.C. | 0 - 4    | ジェフユナイテッド千葉                   | 西京極陸上競技場 |
|                   |                | 公式記録 | - ネット 9分, 30分, 67分 - 深井正樹 33分 |                  |

| 2010年10月13日 #65 | 川崎フロンターレ                     | 2 - 1 (延長) | 横浜FC          | 等々力陸上競技場 |
|                    | - ジュニーニョ 88分 - 楠神順平 110分 | 公式記録     | - 久木野聡 82分 |                  |

| 2010年10月9日 #66 | モンテディオ山形                                | 3 - 1    | 湘南ベルマーレ  | NDソフトスタジアム山形 |
|                   | - 長谷川悠 12分 - 田代有三 14分 - 宮崎光平 57分 | 公式記録 | - 新居辰基 82分 |                        |

| 2010年10月13日 #67 | 清水エスパルス                                                      | 4 - 1    | 水戸ホーリーホック | アウトソーシングスタジアム日本平 |
|                    | - 岩下敬輔 63分 - 小野伸二 66分 - 大前元紀 90+1分 - 太田宏介 90+4分 | 公式記録 | - 大橋正博 53分    |                                  |

| 2010年10月9日 #68 | 横浜F・マリノス                 | 2 - 1    | サガン鳥栖      | ニッパツ三ツ沢球技場 |
|                   | - 中村俊輔 23分 - 小野裕二 59分 | 公式記録 | - 早坂良太 85分 |                      |

| 2010年10月9日 #69 | ガンバ大阪                                      | 3 - 2    | 栃木SC                          | 万博記念競技場 |
|                   | - イ・グノ 53分 - 平井将生 83分 - 大塚翔平 86分 | 公式記録 | - 高木和正 14分 - 船山貴之 38分 |                |

| 2010年10月11日 #70 | ヴィッセル神戸    | 1 - 2 (延長) | 柏レイソル                           | ホームズスタジアム神戸 |
|                    | - 大久保嘉人 80分 | 公式記録     | - レアンドロ・ドミンゲス 37分, 105分 |                        |

| 2010年10月11日 #71 | 浦和レッズ                        | 2 - 0    | 徳島ヴォルティス | さいたま市浦和駒場スタジアム |
|                    | - エジミウソン 32分 - 43分 (o.g.) | 公式記録 |                  |                              |

| 2010年10月13日 #72 | ジュビロ磐田                  | 2 - 1    | ヴァンフォーレ甲府 | ヤマハスタジアム |
|                    | - 菅沼実 78分 - 山本康裕 85分 | 公式記録 | - 畑田真輝 76分    |                  |

### 4回戦
| 2010年11月17日 #73 | 鹿島アントラーズ              | 2 - 1    | セレッソ大阪        | カシマサッカースタジアム |
|                    | - 17分 (o.g.) - 野沢拓也 44分 | 公式記録 | - アドリアーノ 84分 |                          |

| 2010年11月17日 #74                                             | 名古屋グランパス       | 1 - 1 (延長) (5 – 4 PK戦)                        | アルビレックス新潟 | 瑞穂競技場 |
|                                                                | 三都主アレサンドロ 7分 | 公式記録                                         | 田中亜土夢 68分    |            |
|                                                                | PK戦                   |                                                  |                    |            |
| - 三都主アレサンドロ - 巻佑樹 - 田口泰士 - 橋本晃司 - 磯村亮太 |                        | - 千葉和彦 - 西大伍 - 本間勲 - 加藤大 - ミシェウ |                    |            |

| 2010年11月17日 #75                                   | 大宮アルディージャ            | 2 - 2 (延長) (3 – 4 PK戦)                          | アビスパ福岡                | NACK5スタジアム大宮 |
|                                                      | - 藤田祥史 18分 - 杉山新 72分 | 公式記録                                           | - 孫正倫 19分 - 高橋泰 84分 |                     |
|                                                      | PK戦                          |                                                    |                             |                     |
| - 橋本早十 - 藤田祥史 - 市川雅彦 - 石原直樹 - 安英学 |                               | - 高橋泰 - 大久保哲哉 - 鈴木惇 - 岡本英也 - 阿部嵩 |                             |                     |

| 2010年11月17日 #76 | FC東京                | 2 - 0    | ジェフユナイテッド千葉 | 味の素スタジアム |
|                    | - 大竹洋平 51分, 59分 | 公式記録 |                        |                  |

| 2010年11月17日 #77                                                         | 川崎フロンターレ                                                  | 3 - 3 (延長) (4 – 5 PK戦)                          | モンテディオ山形                                 | 等々力陸上競技場 |
|                                                                            | - 寺田周平 45+1分 - ヴィトール・ジュニオール 79分 - 楠神順平 93分 | 公式記録                                           | - 田代有三 27分 - 増田誓志 54分 - 西河翔吾 118分 |                  |
|                                                                            | PK戦                                                              |                                                    |                                                  |                  |
| - ジュニーニョ - 谷口博之 - ヴィトール・ジュニオール - 矢島卓郎 - 寺田周平 |                                                                   | - 増田誓志 - 秋葉勝 - 小林亮 - 田代有三 - 長谷川悠 |                                                  |                  |

| 2010年11月17日 #78 | 横浜F・マリノス | 0 - 3    | 清水エスパルス                        | ニッパツ三ツ沢球技場 |
|                    |                 | 公式記録 | - 藤本淳吾 48分 - 岡崎慎司 72分, 81分 |                      |

| 2010年11月17日 #79 | ガンバ大阪                                                            | 4 - 1 (延長) | 柏レイソル      | 万博記念競技場 |
|                    | - 佐々木勇人 81分 - 遠藤保仁 94分 - 宇佐美貴史 114分 - ルーカス 119分 | 公式記録     | - 茨田陽生 50分 |                |

| 2010年11月17日 #80 | 浦和レッズ          | 1 - 0    | ジュビロ磐田 | 埼玉スタジアム |
|                    | - エジミウソン 42分 | 公式記録 |              |                |

### 準々決勝
| 2010年12月25日 #81 | 鹿島アントラーズ               | 2 - 1    | 名古屋グランパス | カシマサッカースタジアム |
|                    | - 興梠慎三 7分 - 大迫勇也 78分 | 公式記録 | - 小川佳純 76分  |                          |

| 2010年12月25日 #82 | アビスパ福岡                       | 2 - 3 (延長) | FC東京                                  | 熊谷スポーツ文化公園陸上競技場 |
|                    | - 大久保哲哉 13分 - 丹羽大輝 118分 | 公式記録     | - 石川直宏 90+3分, 98分 - 平山相太 94分 |                                |

| 2010年12月25日 #83                                     | モンテディオ山形 | 1 - 1 (延長) (4 - 5 PK戦)                              | 清水エスパルス | アウトソーシングスタジアム |
|                                                        | 田代有三 107分   | 公式記録                                               | ボスナー 109分 |                            |
|                                                        | PK戦             |                                                        |                |                            |
| - 増田誓志 - 佐藤健太郎 - 小林亮 - 下村東美 - 田代有三 |                  | - 兵働昭弘 - 岩下敬輔 - 市川大祐 - ヨンセン - 岡崎慎司 |                |                            |

| 2010年12月25日 #84 | ガンバ大阪                         | 2 - 1 (延長) | 浦和レッズ        | 万博記念競技場 |
|                    | - 遠藤保仁 72分 - 宇佐美貴史 103分 | 公式記録     | - 宇賀神友弥 81分 |                |

### 準決勝
| 2010年12月29日 #85 | 鹿島アントラーズ                   | 2 - 1 (延長) | FC東京          | 国立霞ヶ丘競技場陸上競技場      |
| 15:03              | - 大迫勇也 67分 - 興梠慎三 120+1分 | 公式記録     | - 平山相太 39分 | 観客数: 25,120人 主審: 佐藤隆治 |

| 2010年12月29日 #86 | 清水エスパルス                        | 3 - 0    | ガンバ大阪 | エコパスタジアム                |
| 13:06              | - ヨンセン 19分, 61分 - 兵働昭弘 28分 | 公式記録 |            | 観客数: 14,179人 主審: 扇谷健司 |

### 決勝
2011年元日の決勝に勝ち残ったのは、準々決勝で2冠を目指した名古屋グランパスを下し、準決勝で初の決勝進出を狙うFC東京を延長ロスタイムぎりぎりの決勝ゴールで振り切った鹿島アントラーズと、準々決勝でモンテディオ山形にPK戦の末勝利し、準決勝で史上初の3連覇を目指したガンバ大阪に快勝した清水エスパルスの2チーム。両チームの顔合わせは鹿島が年度3冠を達成した第80回大会以来10年ぶりとなった。
決勝戦は鹿島が前半26分にセットプレーから小笠原満男のコーナーキックにフェリペ・ガブリエルが頭であわせて先制点。清水は後半攻勢を仕掛け、後半15分にこの試合を最後にチームを去るフローデ・ヨンセンのループシュートで一度は追いつくが、後半32分に鹿島が再びセットプレーから野沢拓也がフリーキックを直接決めて勝ち越し点。その後も攻勢を仕掛ける清水の攻撃を鹿島がしのぎきって2-1で勝利し、鹿島が3年振りの栄冠に輝き、14個目の三大タイトルを手にした。
鹿島はリーグ4連覇こそ逃したものの、天皇杯王者として4年連続でAFCチャンピオンズリーグ2011に出場することになった。一方、清水はこの試合を最後に6年間率いたチームを去る長谷川健太監督の最後を飾ることは出来なかった。
| 鹿島アントラーズ                            | 2 - 1    | 清水エスパルス  |
| ------------------------------------------- | -------- | --------------- |
| - フェリペ・ガブリエル 26分 - 野沢拓也 77分 | 公式記録 | - ヨンセン 60分 |